# World Ecological Parties
De World Ecological Parties (Nederlands: Wereldwijde Ecologische Partijen, WEP) is een internationale organisatie van ecologische politieke partijen uit Europa (voornamelijk), Afrika, Noord-Amerika en Australië. De organisatie werd november 2003 in Mainz, Duitsland opgericht. De organisatie staat los van de Global Greens.
Meer recente informatie over de World Ecological Parties ontbreekt.

## Lijst van voorzitters
- 2004–2005 Aartsbisschop Kutino Fernando (Democratische Republiek Congo)
- 2005–2008 Erica Luka (Partia e Bleute Shqiptare - Albanië)
- sinds 2008 Budimir Babić (Zelena Stranka - Servië)

## Lijst van aangesloten politieke partijen
| Land                          | politieke partij                     |
| ----------------------------- | ------------------------------------ |
| Albanië                       | Partia e Blerte Shqiptare            |
| Australië                     | Nuclear Disarmament Party (gelieerd) |
| Canada                        | Cosmopolitan Party of Canada         |
| Democratische Republiek Congo | Debout pour le Congo                 |
| Democratische Republiek Congo | Sauvons le Congo                     |
| Denemarken                    | Grønne Demokrater                    |
| Duitsland                     | Ökologisch-Demokratische Partei      |
| Frankrijk                     | Mouvement Écologiste Indépendant     |
| Griekenland                   | Οικολόγοι Ελλάδας                    |
| Griekenland                   | Οικολογικη Παρεμβαση                 |
| Hongarije                     | Magyar Szociális Zöld Párt           |
| Kosovo                        | Partia Ekologjike e Kosoves          |
| Nederland                     | Duurzaam Nederland (thans opgeheven) |
| Portugal                      | Movimento Partido da Terra           |
| Servië                        | Zelena Stranka                       |
| Togo                          | Asol (gelieerd, NGO)                 |